# Julius Pirson
Julius Pirson (* 29. Oktober 1870 bei Lüttich/Liège; † 16. Oktober 1959 in Erlangen) war ein deutscher Romanist wallonischer Abstammung, der 51 Jahre lang an der Universität Erlangen wirkte.

## Leben und Werk
Pirson, dessen Muttersprache Französisch war, studierte in Lüttich und Würzburg und lehrte von 1896 bis 1901 als Lektor in München. Dort promovierte er 1900 mit La phonétique des inscriptions latines de la Gaule (Liège 1900) und habilitierte sich im gleichen Jahr bei dem Altphilologen Eduard Wölfflin mit La langue des inscriptions latines de la Gaule. 1901 wurde er als Nachfolger von Heinrich Schneegans auf die außerordentliche Professur für Romanische Philologie der Universität Erlangen berufen. Von 1912 bis 1937 lehrte er als ordentlicher Professor (1917/18 auch als Dekan) und gehörte anschließend bis 1952 dem Verwaltungsrat der Universität an, lange Zeit als dessen Vorsitzender. Er wurde zum Geheimrat ernannt und 1950 zum Ehrensenator der Universität. Er war verheiratet mit der Kommunalpolitikerin Anna Pirson (1887–1976), Tochter des Erlanger Theologen Paul Ewald (1857–1911).
Pirson las vor allem über französische Sprache und Literatur, ab 1908 unter Einsatz von Sprechschallplatten. Er betreute 40 Doktorarbeiten. Pirson war der eigentliche Begründer des Romanischen Seminars Erlangen und seiner Bibliothek, die er quasi allein aufbaute. Ihm folgte, mit ähnlicher Kontinuität, Heinrich Kuen.
Der Akademisch-Neuphilologische Verein München im WKV ernannte ihn zum Ehrenmitglied.

## Schriften
- [Autorenname Jules Pirson] Les langues des inscriptions latines de la Gaule. Bruxelles 1901 (Bibliothèque de la Faculté de Philosophie et Lettres de l’Université de Liège; 11) [vereinigt Dissertation und Habilitationsschrift], auch Paris 1967
- [Autorenname Jules Pirson] Mulomedicina Chironis. In: Eugen Stollreither (Hrsg.): Festschrift zum 12. Deutschen Neuphilologentag 1906. Erlangen 1906
- [Autorenname Jules Pirson] (Hrsg.) Merowingische und karolingische Formulare. Heidelberg 1913 (archive.org)
- (Hrsg.) Emile Fabre: Les ventres dorés, Bamberg 1933
- Aus französischen und italienischen Handschriften der Erlanger Universitätsbibliothek. In: Fritz Redenbacher (Hrsg.): Festschrift Eugen Stollreither [1874-1956] zum 75. Geburtstage. 1950, S. 185–195
- Johann Christoph Wagenseil und Jean Chapelain. Die Universität Altdorf im Dienste Colberts. In: Heinrich Kuen (Hrsg.): Gedächtnisschrift für Adalbert Hämel 1885–1952. Würzburg 1953, S. 197–222
- Der Nürnberger Arzt und Naturforscher Christoph Jakob Trew 1695–1764. In: Mitteilungen des Vereins für Geschichte der Stadt Nürnberg [MGVN], 44, 1953, S. 448–576
- Die Beziehungen des Pariser Arztes Guy Patin zu Altdorf und Nürnberg. In: Mitteilungen des Vereins für Geschichte der Stadt Nürnberg [MGVN], 47, 1956, S. 313–340.
- Die Beziehungen des Pariser Arztes Charles Patin zu Nürnberger Freunden und Gönnern 1633–1693. In: Mitteilungen des Vereins für Geschichte der Stadt Nürnberg [MGVN], 49, 1959, S. 274–338.